# Colt New Line

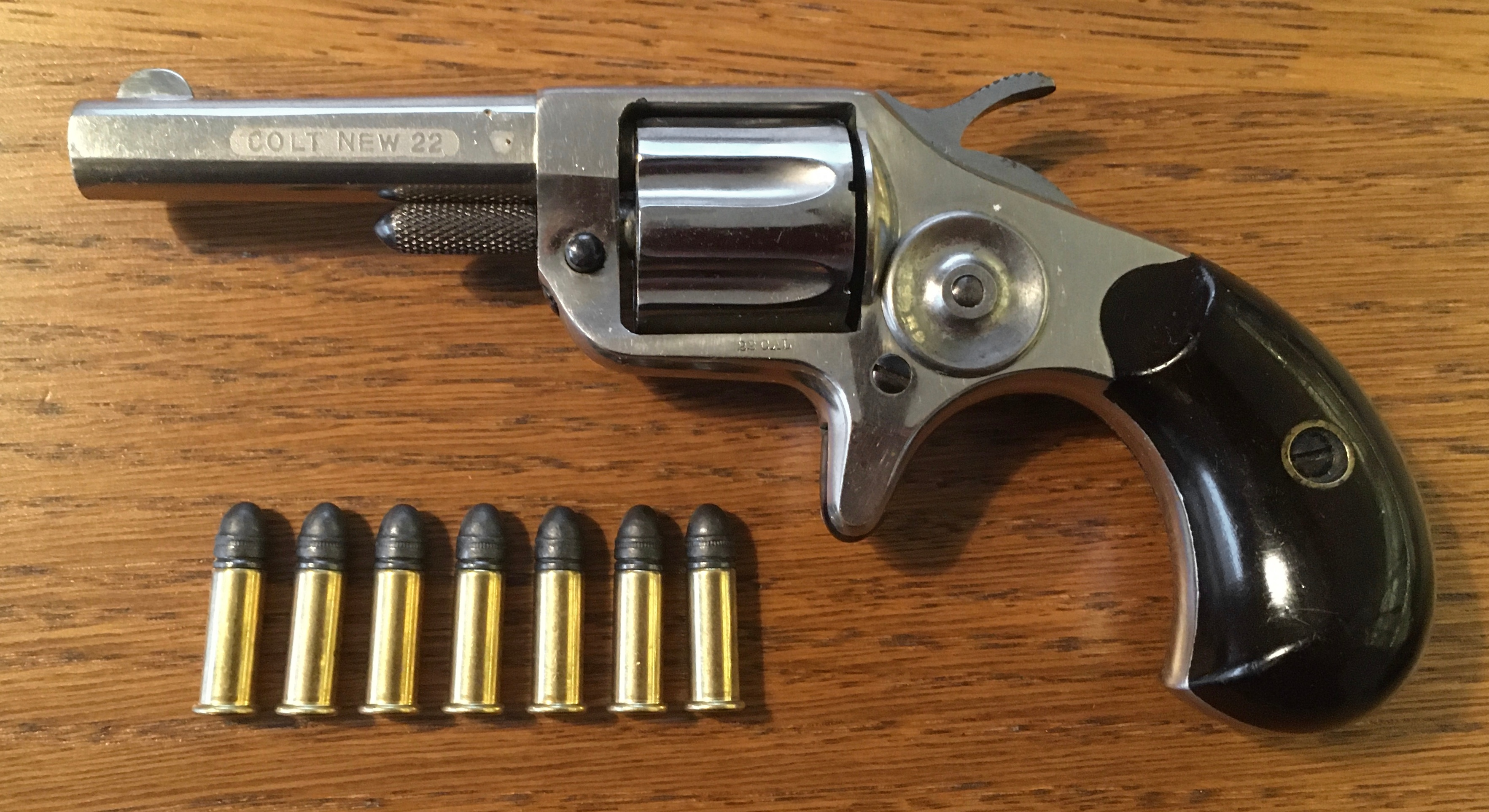
Colt New Line, .22 caliber, друга версія

Colt New Line кишеньковий револьвер одиночної дії представлений Colt's Patent Fire Arms Manufacturing Company в 1873. Його представили через два роки після револьвера Colt House (1871), через рік після Colt Open Top (1872) і майже разом з Colt Peacemaker (1873), Colt New Line став одним з перших казнозарядних револьверів під унітарний набій розроблений компанією Кольта. Разом з кишеньковим револьвером Colt Open Top (1871), один з перших кишенькових револьверів під унітарний набій розроблений компанією.

## Історія
Коли закінчився термін дії патента Ролліна Вайта на унітарні набої (1870) компанія Colt's Patent Fire Arms Manufacturing Company почала роботи над власними револьверами під унітарний набій (до цього вони переробляли револьвери). Тому, після представлення перших казнозарядних револьверів в 1871 (Colt House/Cloverleaf) та 1872 (Colt Open Top), в 1873 Кольт почав випускати Colt Peacemaker разом з новою лінійкою кишенькових револьверів, у п'яти різних калібрах. Оскільки це була нова лінійка револьверів, а тому вона отримала назву Colt New Line.
Приблизно в 1884-1886, через появу дешевих підробок конкурентів і через відмову випускати низькоякісну зброю, компанія Кольта скасувала виробництво цієї лінійки.

## Калібри
Револьвери Colt New Line випускали в наступних калібрах.
- Револьвер Colt New Line .22 калібру: виробництво з 1873 до 1877
- Револьвер Colt New Line .30 калібру:  виробництво з 1874 до 1876
- Револьвер Colt New Line .32 калібру:  виробництво з 1873 до 1884
- Револьвер Colt New Line .38 калібру:  виробництво з 1874 до 1880
- Револьвер Colt New Line .41 калібруr:  виробництво з 1874 до 1879

Версія .22 калібру мала 7-зарядний калібр. Усі інші чотири версії мали 5-зарядний барабан.

## Технічні характеристики (версія .38 калібру)
- Період виробництва: 1874 - 1880
- Калібр: .38
- Вага: 0.84 lbs (0,38 кг)
- Довжина стволу: 2.25 in (5,12 см), 4 in (10,2 см)
- Живлення: 5-зарядний барабан
- Дія: одиночна дія
- Заряджання: казнозарядне